# Особый лагерь: Революция инвалидности
Особый лагерь: Революция инвалидности (англ. Crip Camp: A Disability Revolution) — американский документальный фильм 2020 года, снятый, написанный и сопродюссированный Николь Ньюнэм и Джеймсом Лебрехтом. Барак и Мишель Обама были исполнительными продюсерами под брендом Higher Ground Productions.
Мировая премьера Crip Camp состоялась 23 января 2020 года на кинофестивале «Сандэнс», там фильм получил приз зрительских симпатий. Цифровой релиз на Netflix прошёл 25 марта 2020 года, фильм получил признание критиков. Он был номинирован на премию Оскар как лучший документальный полнометражный фильм.

## Сюжет
Crip Camp начинается в 1971 году в Camp Jened, летнем лагере в Нью-Йорке, который описывается как «свободный, свободолюбивый лагерь, предназначенный для подростков с ограниченными возможностями». В главных ролях — Ларри Эллисон, Джудит Хьюмен, Джеймс ЛеБрехт, Дениз Шерер Джейкобсон и Стивен Хофманн. В фильме рассказывается об отдыхающих лагеря, ставших активистами движения за права инвалидов, и говорится об их борьбе за законодательство о доступной среде.

## Производство
Идея снять фильм о Camp Jened возникла «с небрежного комментария за обедом». Джеймс ЛеБрехт работал с Николь Ньюнхэм в качестве сорежиссёра на протяжении 15 лет. ЛеБрехт родился с расщеплением позвоночника и передвигается в инвалидной коляске, но он никогда не видел документального фильма, связанного с его «делом всей жизни в качестве защитника прав инвалидов». В конце обеда ЛеБрехт сказал Ньюнхэм: «Знаете, я всегда хотел бы увидеть этот фильм о моём летнем лагере», на что она ответила: «О, это здорово, почему?». Со слов Ньюнэм в интервью The Guardian: «Тогда он полностью взорвал мне мозг», объясняя, почему он хотел бы снять этот фильм. Со слов Ньюнэм, они хотели через опыт Джима передать ощущение визита в лагерь, сначала с переживанием некоторой неуверенности в происходящем, но потом — с включением в этот весёлый и освобождающий мир.

## Выпуск
Мировая премьера Crip Camp состоялась на кинофестивале Sundance 23 января 2020 года. Фильм был выпущен на Netflix 25 марта 2020 года. В тот же день фильм должен был выйти в ограниченный кинопрокат, но показы были отменены из-за пандемии COVID-19.

## Приём

### Критика
На агрегаторе рецензий Rotten Tomatoes фильм имеет рейтинг одобрения 100 % на основе 99 рецензий со средней оценкой 8.5/10. По мнению критиков сайта, Crip Camp использует примечательную историю одной группы, чтобы подчеркнуть надежду на будущее и силу сообщества. Metacritic, использующий средневзвешенное значение, присвоил фильму оценку 86 из 100 на основе 29 рецензий, что указывает на «всеобщее признание».
Питер Трэверс из Rolling Stone написал: «Этот незаменимый документальный фильм показывает, что значит называть фильм „вдохновляющим“». Джастин Чанг, пишущий для Los Angeles Times, сказал, что «[фильм] несет в себе весьма резкое послание». Бенджамин Ли из The Guardian написал: «Этот впечатляющий фильм проливает свет на забытую борьбу за равенство». Дэниел Файнберг из The Hollywood Reporter написал: «Моя единственная надежда состоит в том, что конфронтационный заголовок и бренд Обамы не отпугнут некоторых зрителей от истории, которая действительно беспартийна, гуманна и значима». Питер Дебрюге, пишущий для Variety, сказал: «[фильм] оказывается наиболее познавательным для тех, кто родился в мире после ADA [Americans with Disabilities Act], мире самооткрывающихся дверей, доступных туалетных кабинок и пандусов, в которых учитываются инвалидные коляски».
Ричард Лоусон из Vanity Fair написал: «Дух революции — справедливо гневный, но полный дружелюбия, требовательный, но щедрый в своих проявлениях — жив и здоров в фильме. Как, надеюсь, так и везде». Карлос Риос Эспиноза из Human Rights Watch написал: «Этот фильм заставил меня осознать важность создания пространств для организации людей с ограниченными возможностями». Кэти Райф из The AV Club написала: «[фильм] послужит поучительным взглядом на то, как много изменилось за последние 50 лет». Джейк Койл, писавший для The Washington Post, писал: «[фильм] имеет конкретную отправную точку, но он разворачивается как более широкая хроника многолетней борьбы за гражданские права, которой уделялось меньше внимания, чем другим движениям за справедливость XX века».

### Награды и номинации
| Год      | Премия                                                 | Категория                                          | Результат | Ист.          |
| -------- | ------------------------------------------------------ | -------------------------------------------------- | --------- | ------------- |
| 2020 год | Кинофестиваль Сандэнс                                  | Приз зрительских симпатий                          | Победа    | [ 22 ]        |
| 2020 год | Кинофестиваль Сандэнс                                  | Приз Большого жюри                                 | Номинация | [ 22 ]        |
| 2020 год | Международный кинофестиваль в Майами                   | Лучший документальный фильм                        | Номинация | [ 23 ]        |
| 2020 год | Международный кинофестиваль в Майами                   | Премия Зено Маунтин                                | Победа    | [ 23 ]        |
| 2020 год | Премия «Выбор критиков»                                | Лучший документальный фильм                        | Номинация | [ 24 ]        |
| 2021 год | Международная ассоциация документального кино          | Лучший полнометражный фильм                        | Победа    | [ 25 ]        |
| 2021 год | Hollywood Music in Media Awards                        | Лучшая оригинальная музыка в документальном фильме | Номинация | [ 26 ]        |
| 2021 год | «Независимый дух»                                      | Лучший документальный фильм                        | Победа    | [ 27 ] [ 28 ] |
| 2021 год | Оскар                                                  | Лучший документальный фильм                        | Номинация | [ 29 ]        |
| 2021 год | Премия Альфреда И. Дюпона — Колумбийского университета |                                                    | Победа    | [ 30 ] [ 31 ] |
| 2021 год | Ассоциация кинокритиков Остина                         | Лучший документальный фильм                        | Номинация | [ 32 ]        |
| 2021 год | Премия Пибоди                                          | Лауреат документального кино                       | Победа    | [ 33 ]        |